# Myrmeleon (Myrmeleon) viganus
Myrmeleon (Myrmeleon) viganus is een insect uit de familie van de mierenleeuwen (Myrmeleontidae), die tot de orde netvleugeligen (Neuroptera) behoort. 
Myrmeleon (Myrmeleon) viganus is voor het eerst wetenschappelijk beschreven door Navás in 1923.